# Інститут національної пам'яті (Польща)
Інститут національної пам'яті — Комісія з розслідування злочинів проти польського народу (ІНП) пол. Instytut Pamięci Narodowej — Komisja Ścigania Zbrodni przeciwko Narodowi Polskiemu (IPN)  — науково-дослідний інститут у Польщі з функціями слідства і обвинувачення.
Інститут національної пам'яті створено відповідно до Закону про Інститут національної пам'яті — Комісію з розслідування злочинів проти польського народу від 18 грудня 1998 (пол. Ustawa z dnia 18 grudnia 1998 r. o Instytucie Pamięci Narodowej — Komisji Ścigania Zbrodni przeciwko Narodowi Polskiemu). 

## Структура
ІНП складається з центрального управління у Варшаві, а також із 11 регіональних управлінь у найбільших містах Польщі. Кожне управління перебуває у тому самому місці, де міститься відповідний Апеляційний суд. В інституті працює майже 2000 чоловік.
Організаційно ІНП має чотири підрозділи:
- Бюро публічної освіти — проводить наукову та просвітницьку діяльність;
- Бюро з надання доступу і архівації документів — займається збором документів, отриманих у спадок від комуністичних часів, опрацюванням і наданням до них доступу тощо;
- Комісія з розслідування злочинів проти польського народу;
- Люстраційне бюро.

Всі підрозділи діють як на центральному рівні, так і на місцевому.

## Предмет досліджень
Часові рамки, у межах яких працює інститут, — це період з 1939-го по 1989 рік включно, тобто період Другої світової війни, а також комуністичне правління.

## Люстраційне бюро
Завданням бюро є ведення чотирьох каталогів в Інтернеті.
- Дані щодо осіб — співробітників Служби безпеки;
- Дані щодо співробітників партійного апарату;
- Дані щодо функціонерів органів публічної влади;
- Перелік осіб, які стали жертвами Служби безпеки.

Крім того, Люстраційне бюро перевіряє так звані люстраційні заяви.
У Польщі, згідно із законодавством, кожна особа, яка працює в органах публічної влади — судді, прокурори, депутати, міністри, — повинна написати люстраційну заяву. Якщо буде встановлено, що хтось із вище перелічених держслужбовців надав люстраційному бюро неправдиві відомості, то щодо такої особи відкривається слідство. Якщо суд доведе, що особа подала неправдиві відомості, вона протягом десяти років не має права обіймати посади в органах публічної влади.
Кожна така особа зобов'язана подати заяву до Люстраційного бюро, в якій зазначає, чи була вона співробітником Служби безпеки. Якщо така особа визнає факт співробітництва із СБ, то така інформація стає загальновідомою, і на цьому перевірка завершується. Тоді суспільство приймає рішення: хоче воно такого депутата, суддю, міністра бачити на владному олімпі чи ні. Але якщо ця людина декларує, що не була співробітником СБ, то в такому разі прокурор Люстраційного бюро розпочинає перевірку. Прокурор надсилає запит архівістам ІНП, і якщо заява містить правдиві дані, то цим справа завершується. Але якщо буде виявлено документи, які свідчитимуть, що депутат повідомив неправду, — тоді прокурор порушує кримінальну справу і починає збирати матеріали, щоб довести факт брехні. Не завжди це можна зробити, бо частину архівних матеріалів було знищено. Згідно з польським законодавством та постановами Конституційного трибуналу (аналог Конституційного суду України), необхідно дотримуватися дуже чітких вимог, аби особу було визнано такою, що співпрацювала з СБ. Буває, ІНП передає дані, які підтверджують, що особу було завербовано, але її не можна притягнути до суду через нестачу або брак матеріалів, які доводять співробітництво фігуранта справи з СБ. Це можуть бути рапорти співробітників Служби безпеки, розписки про отримання грошей — будь-які документи.

## Наукова діяльність
Щороку видається понад 150 книжок, експонуються десятки виставок, а також ведеться просвітницько-роз'яснювальна робота з викладачами та вчителями.

## Голова
Головою  ІНП з грудня 2005 по 10 квітня 2010 — часу своєї трагічної загибелі — був доктор історії Януш Куртика. Нині Інститут очолює Ярослав Шарек.
Призначення відбувається за дуже складною процедурою. При інституті діє дорадчий орган — колегія, яка організовує конкурс на призначення голови. Конкурс має публічний характер. Переможець, визначений шляхом голосування членів колегії, стає кандидатом на посаду голови ІНП. Колегія надсилає цю інформацію до парламенту. Нижня палата парламенту (сейм) голосує за визначену кандидатуру: для затвердження потрібно 3/5 голосів депутатів. Після цього кандидатуру розглядає верхня палата (сенат). У сенаті вже необхідно отримати звичайну більшість (50 % плюс 1 голос). Після цього голосування голова отримує номінацію — призначення — від спікера парламенту. ІНП підпорядковується парламенту і щороку складає перед ним звіт. Бюджет інституту також визначає парламент.

## Фінансування
Бюджет інституту в 2006—2008 коливався у межах 200 — 290 млн злотих. 2008 року становив 209 млн злотих (приблизно 580 млн грн.).

## Доступ до архівних справ
Згідно із законодавством Польщі кожен науковець або журналіст має право повного доступу до архівних матеріалів. Окрім того, громадяни мають право доступу до документів і матеріалів, які стосуються безпосередньо їх, а також публічних осіб. У законі про ІНП йдеться про спеціальний реєстр таких публічних осіб.
Всі дані про кандидатів на якусь посаду, а також високопосадовців доступні будь-якому громадянинові Республіки Польща: в їх числі — президент, прем'єр-міністр, міністри, сенатори, депутати, керівники центральних органів виконавчої влади у воєводствах — воєводи, мери (президенти) міст.

## Міжнародна співпраця
Інститут співпрацює з Національним історико-меморіальним заповідником "Биківнянські могили".